# Atalante Migliorotti
Atalante Migliorotti (1466 - 1532) va ser un músic italià del Renaixement, ajudant de Leonardo da Vinci.
Era fill d'una relació il·legítima. Després d'haver estat alumne de Leonardo, que li va ensenyar la música, el 1483 va marxar a Milà per acompanyar el seu mestre. Aquest mateix any, Vinci hauria pintat el seu retrat que s'ha perdut.
El 1491, conforme als desigs d'Isabel d'Este, va cantar la part epònima de l'òpera Orfeo presentada a Marmirolo. En aquest període, va començar a ser reconegut com a luthier. El 1493, Isabel d'Este li va encarregar una guitarra; posteriorment, el 1505, en un missatge destinat al Marquès de Mantua, deixa constància que havia construït una lira de dotze cordes.
També treballà com a coordinador de les obres de la construcció de la Basílica de Sant Pere.